# Charthaval
Charthaval é uma cidade e uma nagar panchayat no distrito de Muzaffarnagar, no estado indiano de Uttar Pradesh.

## Demografia
Segundo o censo de 2001, Charthaval tinha uma população de 19,599 habitantes. Os indivíduos do sexo masculino constituem 53% da população e os do sexo feminino 47%. Charthaval tem uma taxa de literacia de 51%, inferior à média nacional de 59.5%; a literacia no sexo masculino é de 59% e no sexo feminino é de 42%. 19% da população está abaixo dos 6 anos de idade.